# Московский государственный технический университет гражданской авиации
Московский государственный технический университет гражданской авиации (МГТУ ГА) (бывш. Московский институт инженеров гражданской авиации — МИИГА) — государственное высшее учебное заведение в Москве в Головинском районе. Основан в 1971 году. Ведущее высшее учебное заведение России по подготовке авиационных специалистов эксплуатационного профиля для гражданской авиации.
В октябре 2012 года Министр транспорта Российской Федерации Максим Соколов поручил Росавиации проработать вопрос присоединения МГТУ ГА к Московскому государственному университету путей сообщения (МГУПС) в рамках создания на базе МГУПС Федерального университета транспорта в Центральном федеральном округе. Однако эксперты в авиационной области единогласно высказываются о негативных последствиях подобной реорганизации.

## История
В 1948 году в Москве был открыт учебно-консультационный пункт Киевского института инженеров гражданской авиации (КИИГА) для студентов-заочников, работавших в Московском авиационном узле. В октябре 1951 года этот учебно-консультационный пункт был преобразован в Московское заочное отделение КИИГА, размещавшееся на территории сегодняшнего аэровокзала по Ленинградскому проспекту. Отделение возглавил М. А. Рыжевский. В сентябре 1961 года Московское заочное отделение было преобразовано в Московский филиал КИИГА по заочному обучению. Рыжевский был назначен директором филиала.
В начале 70-х годов руководством Министерства гражданской авиации СССР было принято решение о создании на базе филиала КИИГА Института инженеров гражданской авиации для увеличения подготовки кадров. 16 апреля 1971 года было подписано постановление Совета Министров СССР «Об организации Московского института инженеров гражданской авиации» и 17 мая 1971 года был издан приказ министра гражданской авиации СССР Б. П. Бугаева с аналогичным названием, который предписывал: 1. Организовать с 1 июня 1971 г. на базе Московского филиала КИИГА Московский институт инженеров гражданской авиации (МИИГА) для подготовки инженерных кадров по дневной и заочной формам обучения. 2. Организовать в составе МИИГА: а) общетехнический, механический и электрорадиотехнический факультеты; б) кафедры марксизма-ленинизма, общетехнических дисциплин, высшей математики и механики, физики и химии, иностранных языков, электротехники и авиационного электрооборудования, авиационных приборов и вычислительной техники, радиотехники, радиотехнических устройств, теории и конструкции летательных аппаратов и авиадвигателей, технической эксплуатации и ремонта авиатехники. 
Ректором МИИГА был назначен работавший тогда в МАИ И. С. Голубев, который руководил МИИГА в период 1971–1984 годы.
С 1 сентября 1971 года на 1 курс дневного отделения были зачислены 77 слушателей подготовительного отделения и 143 абитуриента, сдавших конкурсные вступительные экзамены. В институте в первый год его становления обучалось 2503 студента, из них 220 студентов дневного отделения и 2283 — заочного. Работало 77 штатных преподавателей, из них — 7 докторов и 34 кандидата наук. Учёное звание профессора имели 8, доцента — 29 преподавателей, а в целом 78 % преподавателей имели учёные звания и степени. 69 % были моложе 50 лет, 80 % имели стаж педагогической работы свыше 5 лет. В июне 1972 году создаётся самостоятельный заочный факультет, а заочные механический и электрорадиотехнический факультеты преобразуются в дневные факультеты. Для учебных целей институту стали выделяться самолёты, вертолёты и необходимое оборудование, средства на строительство нового учебного здания рядом с институтом и жилого дома для преподавателей и сотрудников. На основании решений Коллегии Совет института рассмотрел перспективную структуру МИИГА, утвердил план развития научно-исследовательской работы и создания научно-экспериментальной базы. Было принято решение об открытии аспирантуры.
В институте велась и переподготовка руководящих кадров отрасли. С 15 февраля 1972 года в состав МИИГА вошли курсы по повышению квалификации командно-руководящего состава гражданской авиации.
В августе 1972 года был произведён набор студентов по двум вновь открытым специальностям дневного обучения: электронно-вычислительные машины и автоматизированные системы управления. С 1 сентября 1974 года в институте началась подготовка инженеров-экономистов по специальности «Организация и планирование производства в ГА», а через год был организован третий дневной факультет — факультет автоматики и вычислительной техники. В феврале 1977 года институт сделал первый выпуск авиаинженеров дневной формы обучения на механическом и электрорадиотехническом факультетах, а в июне защитили дипломные проекты первые выпускники факультета автоматики и вычислительной техники. Каждый третий дипломный проект был выполнен по заявке авиапредприятий. Всего дневное отделение окончили 246 студентов, из них 106 получили дипломы с отличием. Заочный факультет окончили в том году 292 человека и 96 из них также получили дипломы с отличием. В институте действовало 4 общественных патентных бюро. Стал издаваться сборник «Рационализаторские предложения, используемые в МИИГА».
В июне 1981 года МИИГА отметил своё десятилетие. К этому времени институт имел 4 факультета и 27 кафедр. В его стенах работало 285 преподавателей, среди которых 26 докторов и 170 кандидатов наук, обучалось 4400 студентов, из них около 2000 — на дневном отделении. За десять лет своей деятельности институт выпустил 3890 инженеров, 80 человек окончили аспирантуру, 22 преподавателя стали кандидатами наук, 4 преподавателя защитили докторские диссертации. 14 преподавателям было присвоено учёное звание профессора и 50 преподавателям — доцента.
В июле 1986 году был создан факультет по переподготовке руководящих кадров для работы в представительствах Аэрофлота за рубежом. В состав факультета вошли: кафедра международных воздушных сообщений, кафедра языковой подготовки загранкадров, курсы повышения квалификации для внешнеэкономической деятельности, отраслевая научно-исследовательская лаборатория. К работе на факультете привлекались руководящие работники МГА, сотрудники ЦУМВС, ГосНИИГА, СЭВ, МВС, преподаватели Академии народного хозяйства и МГИМО.
В 1992 году на базе МИИГА создаётся учебно-методическое объединение вузов России по трём эксплуатационным специальностям для авиации. В 1993 году произведён первый набор студентов на специальность «Прикладная математика».
В стенах вуза с 1981 года регулярно проводятся всесоюзные, республиканские и международные научные конференции, выпускаются сборники научных работ.
За период развития вуза увеличилось число специализированных советов по защите диссертаций. Если в 1980 году в институте был только 1 кандидатский совет, то в 1996 году уже работало 3 докторских (по 6 специальностям) и один кандидатский совет (по 3 специальностям).
В 1987 году была введена в эксплуатацию первая очередь нового учебно-лабораторного комплекса института на Кронштадтском бульваре, полностью строительство завершилось в 1989 году. Новый учебно-лабораторный комплекс стал красой и гордостью института. Он расположен на территории 18 га в садово-парковой зоне Москвы в окружении системы Головинских прудов и оборудован современной вычислительной техникой, библиотекой с хранилищем на 800 тысяч книг, имеет: киноконцертный зал на 600 мест, многофункциональный спортивно-оздоровительный комплекс. Одновременно со строительством комплекса проводилась работа по оснащению учебной авиационно-технической базы. По рейтинговой оценке вузов Государственным комитетом по высшей школе в октябре 1991 года МИИГА занял 3-е место среди отраслевых вузов транспорта России, а в апреле 1992 года вуз был аттестован для присвоения ему статуса «технического университета». В июле 1993 года приказом Председателя Госкомитета по высшему образованию МИИГА был переименован в Московский государственный технический университет гражданской авиации (МГТУ ГА).
В 1996 году открыта подготовка инженеров по специальности «Безопасность технологических процессов и производств». С 2002-го начата подготовка по специальности «Связи с общественностью». Создан новый факультет менеджмента и общественных коммуникаций.
2 ноября 2007 года ректором университета стал работавший заместителем генерального директора ОАО «Аэрофлот» Борис Елисеев. В структуре университета 5 факультетов, 9 отраслевых научно-исследовательских лабораторий, Центр переподготовки и повышения квалификации кадров воздушного транспорта РФ, а также два филиала в Иркутске и Ростове-на-Дону и 4 авиационных технических колледжей в Егорьевске, Кирсанове, Рыльске и Троицке. Всего в университете и его филиалах работают свыше 680 профессоров, доцентов и преподавателей, из которых 330 человек, в том числе 56 доктора и 170 кандидата наук, ведут подготовку по программам высшего профессионального образования. Обучение курсантов по программам среднего профессионального образования проводят 350 преподавателей.
21 февраля 2013 года состоялись выборы ректора МГТУ ГА, на которых был переизбран Борис Елисеев. 27 февраля он вступил в должность на новый пятилетний срок. Соперниками Елисеева на выборах были директор Иркутского филиала МГТУ ГА Олег Горбачёв и научный сотрудник студенческого конструкторского бюро отдела научной работы МГТУ ГА Игорь Никитин (известен по «Полёту надежды» с Президентом России Владимиром Путиным на дельталёте).
По состоянию на 2015 год МГТУ ГА входил в сотню лучших вузов России (был награждён Дипломом лауреата и Золотой медалью).

## Общая характеристика

Панорамное фото главного корпуса МГТУ ГА

МГТУ ГА является вертикально-интегрированным образовательным комплексом, построенным в рамках концепции развития транспортного образования. В Университете реализована концепция обучения в течение жизни (не одно образование на всю жизнь, а образование всю жизнь), выстроена система непрерывного образования.
МГТУ ГА зарегистрирован в системе ICAO. Данный факт подтверждает, что наши образовательные программы полностью ориентированы на потребности гражданской авиации и соответствуют требованиям ICAO, предъявляемым к учебным заведениям.
МГТУ ГА является базовым вузом Учебно-методического объединения (УМО) высших учебных заведений РФ по образованию в области эксплуатации авиационной и космической техники. В состав УМО входят 23 ВУЗа России и 6 ВУЗов стран СНГ, что позволило университету не только подготовить новые образовательные стандарты по эксплуатационным специальностям, но и привлечь к данной работе ведущих специалистов предприятий гражданской авиации. Важнейшим аспектом развития системы всего российского образования на современном этапе является переход к принципиально новой системе подготовки в рамках стандартов 3-го поколения, где 50 % изучаемых дисциплин определяется потребностями предприятий гражданской авиацией, то есть в разработке основных образовательных программ активное участие принимает работодатель. Переход к уровневой системе образования подразумевает не только двухуровневую систему высшего образования (бакалавр + специалист, магистр), но и создание условий для исследовательской деятельности.
Научно-образовательный комплекс МГТУ ГА представляет собой инновационную форму сетевого взаимодействия отраслевой науки, образования и производства. Подобные формы сотрудничества реализованы также на базе филиалов высшего профессионального образования в Южном и Сибирском федеральных округах. О результатах такого взаимодействия можно судить, например, по общему объёму выполняемых научно-исследовательских работ и оказываемых научных услуг по договорам с предприятиями и организациями гражданской авиации.
В современных условиях государством предъявляются высокие требования к показателям, характеризующим эффективность вузов. В университете постоянно ведётся работа, направленная на повышение качества набора абитуриентов, проводятся общие и специализированные (как для одной специальности, так и для отдельного авиапредприятия) дни открытых дверей. Преподаватели МГТУ ГА проводят открытые лекции в школах. В результате такой планомерной работы значительно вырос интерес к университету у абитуриентов (при сокращающемся выпуске школьников), что сказалось не только на количестве поданных заявлений, но и на росте среднего балла ЕГЭ. Так только за 4 последние года вдвое сократился выпуск из школ г. Москвы, при этом востребованность специальностей МГТУ ГА выросла в 2 раза (количество поданных заявлений).

## Международные партнёры
- Airbus S.A.S (Тулуза) — одна из крупнейших авиастроительных компаний мира.

МГТУ ГА и европейская компания Airbus, одна из крупнейших авиастроительных корпораций мира, обсудили возможные направления долгосрочного сотрудничества в области комплексной подготовки специалистов инженерного профиля. Принципиальные направления совместной деятельности были рассмотрены в ходе состоявшихся переговоров представителей двух организаций.
Стороны проработали возможные варианты сотрудничества, направленного на практическую подготовку специалистов по типам воздушных судов. Формы взаимодействия между университетом и европейским концерном могут быть разнообразными и включать в себя такие направления как обмен опытом, программы повышения квалификации, совместное участие в международных конференциях, мероприятиях и официальных визитах.
27 августа 2013 года МГТУ ГА и Airbus в Жуковском в ходе первого дня работы Международного авиационно-космического салона МАКС-2013 объявили о подписании соглашения о сотрудничестве. Сотрудничество будет направлено на практическую и теоретическую подготовку специалистов для воздушных судов Airbus. Для участия в этом проекте специалисты Airbus совместно с представителями МГТУ ГА составили уникальную лекционную программу для студентов 4-х и 5-х курсов (B1, B2). Она охватывает разнообразные технические аспекты, в том числе особенности эксплуатации самолётов Airbus, безопасность полётов, система и организация технической и эксплуатационной документации на самолётах Airbus, электронные решения Airbus для технического обслуживания и ремонта самолётов (ТОиР). Кроме того, программа курса также будет включать в себя практическую отработку полученных знаний на процедурных тренажёрах MFTD A320.
Другими формами взаимодействия между университетом и европейским концерном станут обмен опытом, научными компетенциями и учебно-методической литературой, необходимой для обучения студентов. Для реализации любого из направлений сотрудничества стороны намерены использовать имеющиеся у них возможности, научно-методические и научно-исследовательские разработки, информационные базы данных, программные средства и иной инструментарий.
- SITA

Ректор МГТУ ГА, профессор Борис Елисеев и вице-президент международной компании SITA в России и СНГ Дмитрий Краснов обсудили перспективы двухстороннего сотрудничества в образовательной и научно-исследовательской сферах.
Направленный на рассмотрение проект основан на предложениях в области эксплуатационной безопасности, надёжности и защиты от противоправных действий. Характер предстоящего фундаментального исследования ориентирован, прежде всего, на область менеджмента авиационных организаций и исследования технических характеристик авиационных двигателей. Предполагаемый срок выполнения научных работ составляет 3 года.
Стороны рассмотрели различные направления взаимовыгодного сотрудничества, среди которых — предоставление информационных материалов по продуктам компании SITA для использования в учебном процессе в университете, проведение экспертами SITA лекций и семинаров для студентов вуза, использование научного потенциала учебного заведения для подготовки новейших решений в сфере информационных технологий для аэропортов.
В ходе встречи было отмечено, что компания SITA намерена усилить свою деятельность на российском рынке с учётом отмечающегося постепенного улучшения климата в секторе информационных технологий гражданской авиации. В этой связи планируется расширение московского офиса, включающее в себя увеличение персонала и создание службы технической поддержки.
- Университет гражданской авиации Тегерана (Тегеран)

Меморандум о сотрудничестве подписали ректор Московского государственного технического университета гражданской авиации, профессор Борис Елисеев и ректор Тегеранского государственного университета гражданской авиации Ганбари Хоссейн. Стороны договорились о развитии сотрудничества в вопросах профессиональной подготовки, переподготовки и повышения квалификации кадров, обмена опытом, содействия проведению совместных научных исследований и издания совместных научных трудов.
- Чешский технический университет (Прага)

Московский государственный технический университет гражданской авиации и Транспортный факультет Чешского технического университета направили совместную заявку на участие в конкурсе проектов KONTAKT II в научно-исследовательской сфере в рамках российско-чешского сотрудничества. Победителю конкурса выделяется финансирование на реализацию своего проекта.
Направленный на рассмотрение проект основан на предложениях в области эксплуатационной безопасности, надёжности и защиты от противоправных действий. Характер предстоящего фундаментального исследования ориентирован, прежде всего, на область менеджмента авиационных организаций и исследования технических характеристик авиационных двигателей. Предполагаемый срок выполнения научных работ составляет 3 года.
Основной целью первой части проекта является предложение методологии использования мобильной беспроводной системы безопасности для защиты от несанкционированного доступа в выбранную зону в рамках ограниченной охраняемой зоны аэропорта.
Исследования в области индикаторов безопасности являются главной целью второй части проекта и позволяют объективно оценить безопасность на основании выбранных параметров и комплексных отличий отдельных организаций.
- Болтонский Институт Высшего Образования (Болтон)
- Университет Брунеля (Лондон)

Московский государственный технический университет гражданской авиации заключил с Лондонским Университетом Брунеля договор об установлении и развитии эффективного и взаимовыгодного сотрудничества в образовательной и научно-практической деятельности.
Договор подписали ректор МГТУ ГА, профессор Борис Елисеев и вице-канцлер Университета Брунеля — Крис Дженкс.
Основная цель подписанного документа — подготовка на высоком профессиональном уровне специалистов с высшим образованием экономического и инженерного профиля. Для реализации любого из направлений сотрудничества стороны намерены использовать имеющиеся у них возможности, научно-методические и научно-исследовательские разработки, информационные базы данных, программные средства и иной инструментарий.
Стороны намерены обмениваться опытом и оказывать содействие проведению совместных научных исследований и изданию совместных научных трудов. В планах также разработка и реализация международных образовательных программ и научных исследований, организация и проведение международных мероприятий, участие студентов и преподавателей двух вузов в международных конференциях, симпозиумах, семинарах и других мероприятиях.
- Китайский институт гражданской авиации (Пекин)

Для ознакомления с организацией и методикой подготовки специалистов, проведением научных исследований в КИГА, МИИГА направил группу специалистов из 6 человек.
- Развивающаяся главная компания по пограничной торговле «Гуан Лянь», фирма «Интеллект Сервис» (ЛанФан)

МИИГА, ГУАН и ИС учитывая взаимную заинтересованность в развитии международных связей в области образования, культуры и экономики, констатировали свои намерения о сотрудничестве.
- Северо-Западный политехнический университет (Сиань)

Московский государственный технический университет гражданской авиации заключил с Северо-Западным политехническим университетом Китая договор об установлении и развитии эффективного и взаимовыгодного сотрудничества в образовательной и научно-практической деятельности. Договор между сторонами подписали в Сиане ректор МГТУ ГА, профессор Борис Елисеев и президент СЗПУ Йанг Шенгу. Основная цель договора — подготовка на высоком профессиональном уровне специалистов с высшим образованием экономического и инженерного профиля. Для реализации любого из направлений сотрудничества стороны намерены использовать имеющиеся у них возможности, научно-методические и научно-исследовательские разработки, информационные базы данных, программные средства и иной инструментарий.
Стороны намерены сотрудничать в вопросах профессиональной подготовки, переподготовки и повышения квалификации кадров, обмениваться опытом и оказывать содействие проведению совместных научных исследований и изданию совместных научных трудов. В планах также разработка и реализация международных образовательных программ и научных исследований, организация и проведение международных мероприятий, участие студентов и преподавателей двух вузов в международных конференциях, симпозиумах, семинарах и других мероприятиях. Кроме того, в планах также организация обмена студентами.
- Технологический институт им. короля Монгкута «KMITNB» (Бангкок)

Московский государственный технический университет гражданской авиации и Технологический институт им. короля Монгкута «KMITNB» заключили договор о сотрудничестве. Стороны, учитывая взаимную заинтересованность в развитии международных связей в области образования, науки и культуры выразили намерение сотрудничать и с целью обмена опытом в области разработки и эксплуатации авиационной техники.
- Технический университет «Кейп Текникон» (Кейптаун)
- Варшавский технологический университет (Политехника Варшавска) (Варшава)

Московский государственный технический университет гражданской авиации и Политехника Варшавска 21 сентября 1995 г. заключили договор о сотрудничестве Стороны договорились о проведении совместной деятельности в области учебного процесса, фундаментальных научных исследований, повышения квалификации преподавателей и научных сотрудников.
В мае 2012 года Московский государственный технический университет гражданской авиации договорился с Варшавским технологическим университетом о выходе на новый качественный уровень многолетних партнёрских отношений между вузами.
Новый договор об установлении и развитии эффективного и взаимовыгодного сотрудничества в образовательной и научно-практической деятельности подписали ректор МГТУ ГА, профессор Борис Елисеев и ректор Варшавского технологического университета, профессор Влодзимерз Курник.
Основная цель подписанного документа — подготовка на высоком профессиональном уровне специалистов с высшим образованием экономического и инженерного профиля. Для реализации любого из направлений сотрудничества стороны намерены использовать имеющиеся у них возможности, научно-методические и научно-исследовательские разработки, информационные базы данных, программные средства и иной инструментарий.
Вузы намерены обмениваться опытом и оказывать содействие проведению совместных научных исследований и изданию совместных научных трудов. В планах также разработка и реализация международных образовательных программ и научных исследований, организация и проведение международных мероприятий, участие студентов и преподавателей двух вузов в международных конференциях, симпозиумах, семинарах и других мероприятиях.
- Делфтский технологический университет, Электротехнический факультет (Международный исследовательский центр телекоммуникаций и радиолокации (IRCTR)) (Делфт)

Сотрудничество между Московским государственным техническим университетом гражданской авиации и Делфтским технологическим университетом опиралось на Протоколе о намерениях от 1994 г. Основной целью являлось изучение физических процессов при отражении радиолокационных объектов, построение теоретических моделей наземных радиолокационных объектов, проверка теоретических моделей наземных радиолокационных объектов в IRCTR.
- Авиационный институт Рижского Технического университета (Рига)

Московский государственный технический университет гражданской авиации (кафедра «Аэродинамика, конструкция и прочность летательных аппаратов») и Авиационный институт Рижского Технического университета договорились о сотрудничестве с целью объединения усилий и координации работ по совершенствованию учебно-методической и научно-исследовательской работы в области самолётостроения и аэродинамических исследований.
- Research and consulting centre «International Technologies and Marketing» и «Dream Stream Airlines DSA».(Рига)

Московским государственным техническим университетом гражданской авиации заключил трёхсторонний протокол о намерениях между Research and consulting centre «International Technologies and Marketing» и «Dream Stream Airlines DSA». Стороны договорились о сотрудничестве в подготовке совместных докладов на научно-технических и практических конференциях в области развития международных авиалиний, взаимных посещений организаций и обмене опытом, взаимопомощи в организации разработок и внедрении информационных систем и систем управления на авиапредприятиях России, СНГ и Европы и т. д.
- АО Рижский институт аэронавигации (Рига)

Московский государственный технический университет гражданской авиации и Рижский институт аэронавигации договорились развивать эффективное и взаимовыгодное сотрудничество в образовательной научно-практической деятельности.
- Научно-консалтинговая компания SIA PRIZE ITM. (Рига)

Целями сотрудничества между МГТУ ГА и компанией SIA PRIZE ITM являются усиление научно-технических потенциалов, развитие научных связей между специалистами МГТУ ГА и компанией SIA PRIZE ITM, содействие научному сотрудничеству и практической реализации научных разработок в областях, которые представляют взаимный интерес.
Задачами сотрудничества являются создание благоприятных условий для обмена идеями в виде публикаций, распространение информации о ВУЗе и Компании в своих странах, обмен научно-методическими материалами.
- Институт транспорта и связи. (Рига)

Московский государственный технический университет гражданской авиации и Институт транспорта и связи договорились развивать эффективное и взаимовыгодное сотрудничество в образовательной научно-практической деятельности, совместной научно-технической и учебно-методической деятельности с целью повышения эффективности подготовки специалистов, развития науки и совершенствования учебного процесса.
- Министерство Высшего образования Науки и технологии Республики Кения (Найроби)

В результате встречи Московским государственным техническим университетом гражданской авиации и Министерством Высшего образования Науки и технологии Республики Кения достигнута договорённость в укреплении научных, учебных и деловых связей, взаимопомощи в обучении студентов, аспирантов, повышении квалификации профессорско-преподавательского состава и научных сотрудников
- Управление гражданской авиации Республики Судан

В результате встречи Московским государственным техническим университетом гражданской авиации и Управлением гражданской авиации Республики Судан достигнута договорённость, основной целью которой является подготовка на высоком уровне специалистов с высшим образованием экономического и инженерного профиля.
- Монгольский государственный университет науки и технологии

Московский государственный технический университет гражданской авиации и Монгольский государственный университет науки и технологии договорились об установлении взаимного сотрудничества с целью развития и укрепления отношений между двумя университетами.
- Департамент гражданской авиации Монголии

Основной целью договорённости между Московским государственным техническим университетом граж данской авиации и Департаментов гражданской авиации Монголии является подготовка на профессиональном уровне специалистов с высшем образованием экономического и инженерного профиля.
- Монгольский государственный университет

Московский государственный технический университет гражданской авиации подписал с Монгольским государственным университетом договор об установлении и развитии эффективного и взаимовыгодного сотрудничества в образовательной и научно-практической деятельности.
Договор между сторонами подписали в среду в Улан-Баторе ректоры учебных заведений: профессор Борис Елисеев и Тимур Очир.
Основная цель договора — подготовка на высоком профессиональном уровне специалистов с высшим образованием экономического и инженерного профиля. Для реализации любого из направлений сотрудничества стороны намерены использовать имеющиеся у них возможности, научно-методические и научно-исследовательские разработки, информационные базы данных, программные средства и иной инструментарий.
Стороны намерены сотрудничать в вопросах профессиональной подготовки, переподготовки и повышения квалификации кадров, обмениваться опытом и оказывать содействие проведению совместных научных исследований и изданию совместных научных трудов. В планах также разработка и реализация международных образовательных программ и научных исследований, организация и проведение международных мероприятий, участие студентов и преподавателей двух вузов в международных конференциях, симпозиумах, семинарах и других мероприятиях.
- Республиканское государственное предприятие на праве хозяйственного ведения «Казаэропроект» комитета гражданской авиации Министерства транспорта и коммуникаций Республики Казахстан.

Московский государственный технический университет гражданской авиации и Республиканское государственное предприятие на праве хозяйственного ведения «Казаэропроект» комитета гражданской авиации Министерства транспорта и коммуникаций Республики Казахстан договорились совместно способствовать укреплению научных, учебных и деловых связей. Оказывать взаимопомощь в обучении студентов, аспирантов, повышении квалификации преподавательского состава и научных сотрудников.
- АО «Академия гражданской авиации» (Алматы)

Московский государственный технический университет гражданской авиации подписал с Академией гражданской авиации (Казахстан) договор об установлении и развитии эффективного и взаимовыгодного сотрудничества в образовательной и научно-практической деятельности.
Основная цель договора — подготовка на высоком профессиональном уровне специалистов с высшим образованием экономического и инженерного профиля. Для реализации любого из направлений сотрудничества стороны намерены использовать имеющиеся у них возможности, научно-методические и научно-исследовательские разработки, информационные базы данных, программные средства и иной инструментарий.
Стороны намерены обмениваться опытом и оказывать содействие проведению совместных научных исследований и изданию совместных научных трудов. В планах также разработка и реализация международных образовательных программ и научных исследований, организация и проведение международных мероприятий, участие студентов и преподавателей двух вузов в международных конференциях, симпозиумах, семинарах и других мероприятиях.
- Институт эксплуатации авиационной техники (Бордо)
- Национальная академия гражданской авиации ENAC — SEFA

На рабочей встрече обсуждались перспективы сотрудничества между ENAC и МГТУ ГА в области подготовки авиационного персонала.
- ООО Центр поддержки национальных производителей.

Московский государственный технический университет гражданской авиации и ООО Центр поддержки национальных производителей установили сотрудничество в вопросах подготовки и переподготовки национальных кадров, научных и деловых связей, представляющих взаимный интерес, взаимодействии в целях продвижения инновационных программ в рамках повышения квалификации специалистов стран-участниц СНГ в целях усиления интеграционных процессов.
- Ханойский технический университет (Ханой)

В мае 2008 года Московский государственный технический университет гражданской авиации заключил соглашение с Ханойским техническим университетом о сотрудничестве с целью укрепления отношений между двумя вузами и развития научных, учебных и деловых связей.
- Таджикский технический университет им. академика М. С. Осими

Московский государственный технический университет гражданской авиации и Таджикский технический университет им. академика М. С. Осими договорились совместно способствовать укреплению научных, учебных и деловых связей, оказывать взаимопомощь в обучении студентов, аспирантов, повышении квалификации преподавательского состава и научных сотрудников.
- Вильнюсский технический университет им. Гедиминаса (Вильнюс)

Московский государственный технический университет гражданской авиации и Вильнюсский технический университет им. Гедиминаса заключили Соглашение о сотрудничестве в области образования, науки и новых технологий. Соглашение предусматривает обмен студентами, обмен опытом по вопросам обучения и ведения научно-исследовательских работ, проведение совместных исследований и научных совещаний, участие в научных заседаниях, симпозиумах, конференциях, а также обмен публикациями и информацией.
- Национальный авиационный университет

Московский государственный технический университет гражданской авиации и Национальный авиационный университет договорились развивать эффективное и взаимовыгодное сотрудничество в образовательной и научно-практической деятельности.
- Национальный институт стипендий Республики Ангола
- Study Abroad Educational Consultants

21 октября 2010 года ректор Московского государственного технического университета гражданской авиации, профессор Елисеев Б. П. и управляющий директор индийской организации Study Abroad Educational Consultants Рави Чандран провели переговоры о сотрудничестве в образовательной сфере.
Участие в этих переговорах также принял Ашок Кумар, представитель Индо-Российской Палаты по науки, культуре и торговле при Российском центре науки и культуры.
Стороны договорились о сотрудничестве в области подготовки кадров на базе российского вуза для гражданской авиац ии Республики Индия и подписали по итогам переговоров соответствующий протокол о намерениях.
- Варненски Свободен университет «Черноризец Храбър». (Варна)

Московский государственный технический университет гражданской авиации подписал с Варненским свободным университетом имени Черноризца Храбра (Болгария) договор об установлении и развитии эффективного и взаимовыгодного сотрудничества в образовательной и научно-практической деятельности.
Договор между сторонами был подписан в Варне ректором МГТУ ГА, профессором Борисом Елисеевым и заместителем ректора варненского университета Павлом Павловым.
Основная цель договора — подготовка на высоком профессиональном уровне специалистов с высшим образованием экономического и инженерного профиля. Для реализации любого из направлений сотрудничества стороны намерены использовать имеющиеся у них возможности, научно-методические и научно-исследовательские разработки, информационные базы данных, программные средства и иной инструментарий.
- Технический университет София (София)

Московский государственный технический университет гражданской авиации подписал с Техническим университетом София (Болгария) договор об установлении и развитии эффективного и взаимовыгодного сотрудничества в образовательной и научно-практической деятельности.
Основная цель договора — подготовка на высоком профессиональном уровне специалистов с высшим образованием экономического и инженерного профиля. Для реализации любого из направлений сотрудничества стороны намерены использовать имеющиеся у них возможности, научно-методические и научно-исследовательские разработки, информационные базы данных, программные средства и иной инструментарий.
Стороны намерены обмениваться опытом и оказывать содействие проведению совместных научных исследований и изданию совместных научных трудов. В планах также разработка и реализация международных образовательных программ и научных исследований, организация и проведение международных мероприятий, участие студентов и преподавателей двух вузов в международных конференциях, симпозиумах, семинарах и других мероприятиях.
- Технический университет города Варна.

Московский государственный технический университет гражданской авиации подписал с Техническим университетом Варны (Болгария) договор об установлении и развитии эффективного и взаимовыгодного сотрудничества в образовательной и научно-практической деятельности.
Договор между сторонами подписали ректор МГТУ ГА, профессор Борис Елисеев и ректор варненского университета, профессор Овид Фархи.
Основная цель договора — подготовка на высоком профессиональном уровне специалистов с высшим образованием экономического и инженерного профиля. Для реализации любого из направлений сотрудничества стороны намерены использовать имеющиеся у них возможности, научно-методические и научно-исследовательские разработки, информационные базы данных, программные средства и иной инструментарий.
Стороны намерены обмениваться опытом и оказывать содействие проведению совместных научных исследований и изданию совместных научных трудов. В планах также разработка и реализация международных образовательных программ и научных исследований, организация и проведение международных мероприятий, участие студентов и преподавателей двух вузов в международных конференциях, симпозиумах, семинарах и других мероприятиях.
- Институт гражданской аэронавтики Республики Куба

Московский государственный технический университет гражданской авиации заключил договор о международном сотрудничестве с Институтом гражданской аэронавтики Кубы. Документ подписали ректор МГТУ ГА, профессор Борис Елисеев и президент кубинской организации Рамон Мартинес Эчаваррия.
Предметом договора является установление и развитие эффективного и взаимовыгодного сотрудничества в образовательной и научно-практической деятельности. Основная цель — подготовка на высоком образовательном уровне специалистов с высшим образованием экономического и инженерного профиля.
- Компания «Airways International Ltd»
- Центр университетского образования «Сити-Колледж»

Московский государственный технический университет гражданской авиации рассмотрит возможность реализации образовательных программ по направлениям подготовки «Менеджмент» и «Технология транспортных процессов» совместно с израильским Центром университетского образования «Сити-Колледж».
Соответствующий протокол о намерениях, устанавливающий взаимовыгодное сотрудничество сторон в образовательной и научно-практической деятельности, подписали проректор МГТУ ГА Наталья Бамбаева и ректор «Сити-колледжа» Сергей Поляк
Оба учебных заведения планируют развивать сотрудничество по всем вопросам, представляющим взаимный интерес, в том числе в области двухсторонних обменов студентов.
- Учреждение образования «Минский государственный высший авиационный колледж» (Минск)

Московский государственный технический университет гражданской авиации совместно с Минским государственным высшим авиационным колледжем, входящем в состав Учебно-методического объединения при МГТУ ГА, создадут межгосударственный отраслевой научно-образовательный центр гражданской авиации.
Данное решение было принято с целью создания единой системы подготовки квалифицированных авиационных специалистов и преподавательских кадров в рамках комплекса мероприятий, направленных на интеграцию дружественных стран России и Белоруссии.
Соответствующий проект соглашения между двумя вузами о совместной деятельности на днях получил поддержку в Департаменте по авиации Белоруссии. Стороны договорились разработать концепцию и нормативную базу, которые позволят перейти к осуществлению практических действий по созданию нового отраслевого образовательного комплекса.

## Факультеты
- Механический факультет (МФ)
- Факультет авиационных систем и комплексов (ФАСК) (бывш. ФРЭОиВТ, ФАО)
- Факультет управления на воздушном транспорте (ФУВТ)(бывш. ФМОК)
- Факультет прикладной математики и вычислительной техники (ФПМВТ)

## Научная работа
В университете ведётся множество разработок в научной сфере. Университет уже сегодня соответствует статусу национального исследовательского университета по показателям научно-исследовательской деятельности. Научно-исследовательские работы выполняются по очень широкому спектру актуальных проблем и задач, стоящих перед гражданской авиацией. Большой цикл работ был выполнен по оценке влияния коррозионных поражений на усталостную долговечность материалов конструкции планера самолётов. Высокую оценку со стороны заказчиков получили:
- разработка и эксплуатация сверхлёгких летательных аппаратов;
- исследование влияния опасных факторов на безопасность полётов;
- применение технологий комбинированной реальности для онлайнового справочника с трёхмерными моделями узлов авиатехники;
- технологии комбинированной реальности для виртуальной визуализации посадочной глиссады на основе систем ГЛОНАСС/GPS;
- создание современной компьютерной системы профессиональной подготовки лётного состава, обеспечивающей автоматизированный контроль за процессом обучения в реальном масштабе времени;
- разработка стратегии оптимизации затрат на приобретение квот на выбросы парниковых газов для группы «Аэрофлот» (выполнение директивы Европарламента от 2008 г. EU ETS);
- исследование устойчивости и управляемости воздушных судов при воздействии внешних возмущений.

К серьёзным инновационным разработкам относятся работы учёных по созданию современной компьютерной системы профессиональной подготовки лётного состава, обеспечивающей автоматизированный контроль за процессом обучения в реальном масштабе времени, а также разработку тактико-технических требований к типовому учебному классу для подготовки и поддержания квалификации персонала УВД.
Сотрудничество с отраслевыми предприятиями позволило наладить взаимодействие и инновационной сфере, которое выразилось в значительном увеличении количества договоров на выполнение научно-исследовательских работ. Только на 1 октября текущего года нами было заключено 16 договоров с отраслевыми заказчиками, при этом в стадии подписания находится ещё 7 договоров.
Значительное внимание учёными МГТУ ГА уделяется проблемам обеспечения безопасности полётов. К числу уникальных разработок можно отнести защищённый патентом способ обеспечения орнитологической безопасности аэропорта, интерес к которому уже проявили ряд авиакомпаний и аэропортов России.
Разработанные методы позволяют, например, при использовании колебаний в миллиметровом диапазоне волн изменять микроциркуляцию в кровеносной и нервной системах. Эти колебания наиболее сильно проявляются, если для модуляции используется сигнал, который соответствует крику птицы — хищника.
На сегодняшний день одной из самых передовых разработок является программно-аппаратный комплекс очков дополненной реальности. В октябре 2012 года очки дополненной реальности вызвали большой интерес у прессы. Такие очки помогут лётчикам в экстремальной ситуации при отказе приборов и автопилота в условиях нулевой видимости посадить самолёт на ВПП, тем самым сохранить жизнь и здоровье пассажиров.
Кроме этого у данных очков есть множество применений. Например диспетчер на диспетчерской вышке в аэропорту может видеть приближающийся самолёт в воздухе за много километров. Или применение в учебном процессе совместно с методическими пособиями, на страницы которого нанесён двумерный бар-код. При открытии станицы такого пособия студент увидит перед собой трёхмерную модель любого объекта, будь то авиационный двигатель, самолёт и т. д. Эту модель можно рассмотреть с любой стороны путём вращения пособия. Разработки по данному направлению не только защищены патентами, но и являются приоритетными направлениями научно-исследовательской работы университета.
Большое практическое применение имеют работы, связанные с обеспечением защиты двигателей от попадания в них посторонних предметов с поверхности взлётно-посадочной полосы. Эффект от решения данной задачи заключается в исключении повреждений рабочих лопаток компрессоров двигателя посторонними предметами.
В структуре НОЦ МГТУ ГА функционирует Отдел научной работы, который организует проведение научно-исследовательских работ в рамках хоздоговорных и госбюджетных НИР по 12-и основным направлениям научных исследований Университета. Основными научными направлениями являются:
- Эффективность технической эксплуатации.
- Лётная годность ВС. Лётно-техническая эксплуатация, надёжность и прочность авиаконструкций.
- Ремонт и восстановление авиатехники, топливообеспечение ВС ГА.
- Диагностика, прочность, долговечность авиадвигателей.
- Безопасность полётов.
- Квалиметрическое управление безопасностью воздушного транспорта.
- Авиационная радиолокация.
- Радионавигационное обеспечение полётов.
- Техническая эксплуатация авиационных электросистем и авионики.
- Управление авиатранспортным производством.
- Экономика, организация и финансирование инвестиций в ГА.
- Философско-методологические проблемы развития техники и человека.

В проведении научных работ участвуют студенты университета. В ВУЗе регулярно проводятся научные конкурсы, ежемесячно выходит Научный вестник МГТУ ГА по сериям (в том числе серия «Студенческая наука»). Студенты и сотрудники участвуют в различных Российских и международных научно-технических конференциях. Студенты регулярно принимают участие в выставке «Научно-технической творчество молодёжи» на ВВЦ.

## Техническое обеспечение
Большую роль в качестве подготовки специалистов играет реальная авиационная техника, которой оснащён Учебный авиационный центр Университета со своим парком воздушных судов. Там же находится действующее авиационное и радиоэлектронное оборудование.
Аналогичные учебные центры имеются во всех филиалах МГТУ ГА. Парк воздушных судов насчитывает более 60 единиц. Существенным достижением Университета явилось приобретение и введение в эксплуатацию для учебного процесса:
- 7 инженерных тренажёров, позволяющих моделировать процесс эксплуатации различных воздушных судов;
- 2 тренажёра Faroche, состоящих из кабин Airbus A320, кабин Boeing 737 и процедурных тренажёров;
- тренажёр по светосигнальному оборудованию для аэропортов ГА;
- 2 комплексных системных тренажёра «СИНТЕЗ — ТЦ», предназначенные для обучения диспетчерского персонала аэродромных и региональных систем УВД.

## Филиалы
- Иркутский филиал
- Ростовский филиал
- Егорьевский авиационный технический колледж гражданской авиации им. В. П. Чкалова (с 1 марта 2009)
- Рыльский авиационный технический колледж гражданской авиации
- Троицкий авиационный технический колледж гражданской авиации
- Кирсановский авиационный технический колледж гражданской авиации

## Фотогалерея

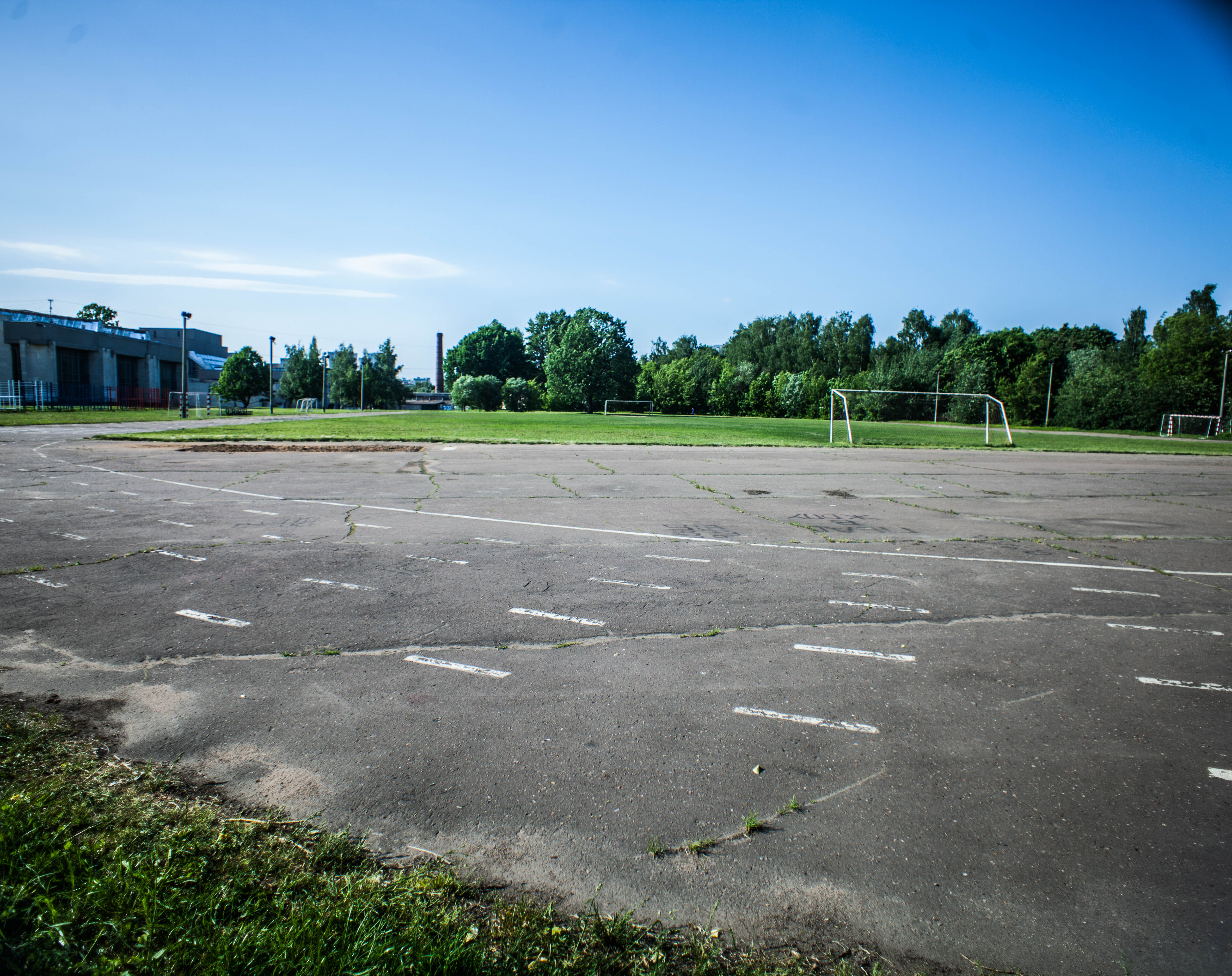
Спортивный стадион на территории МГТУГА
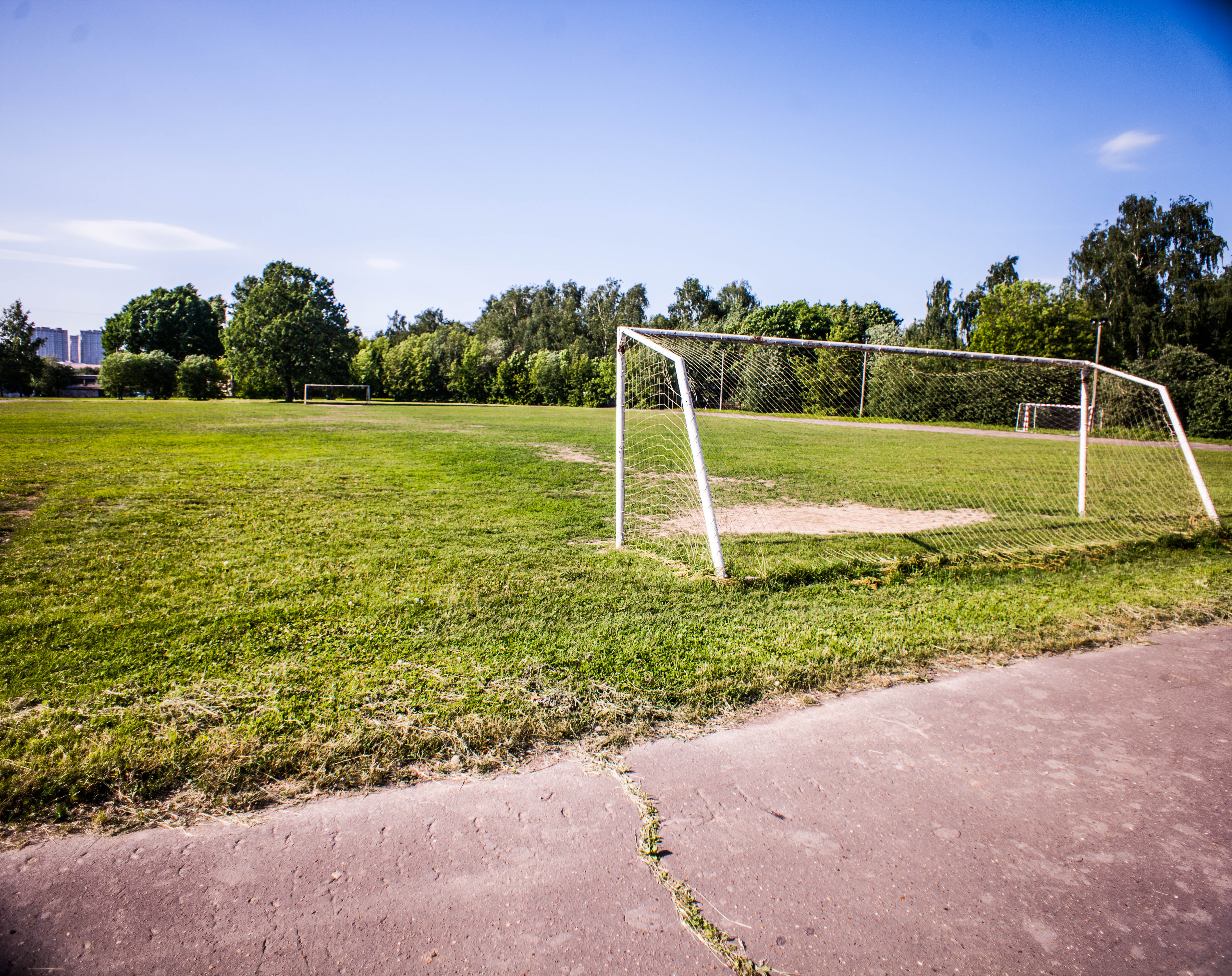
Футбольное поле
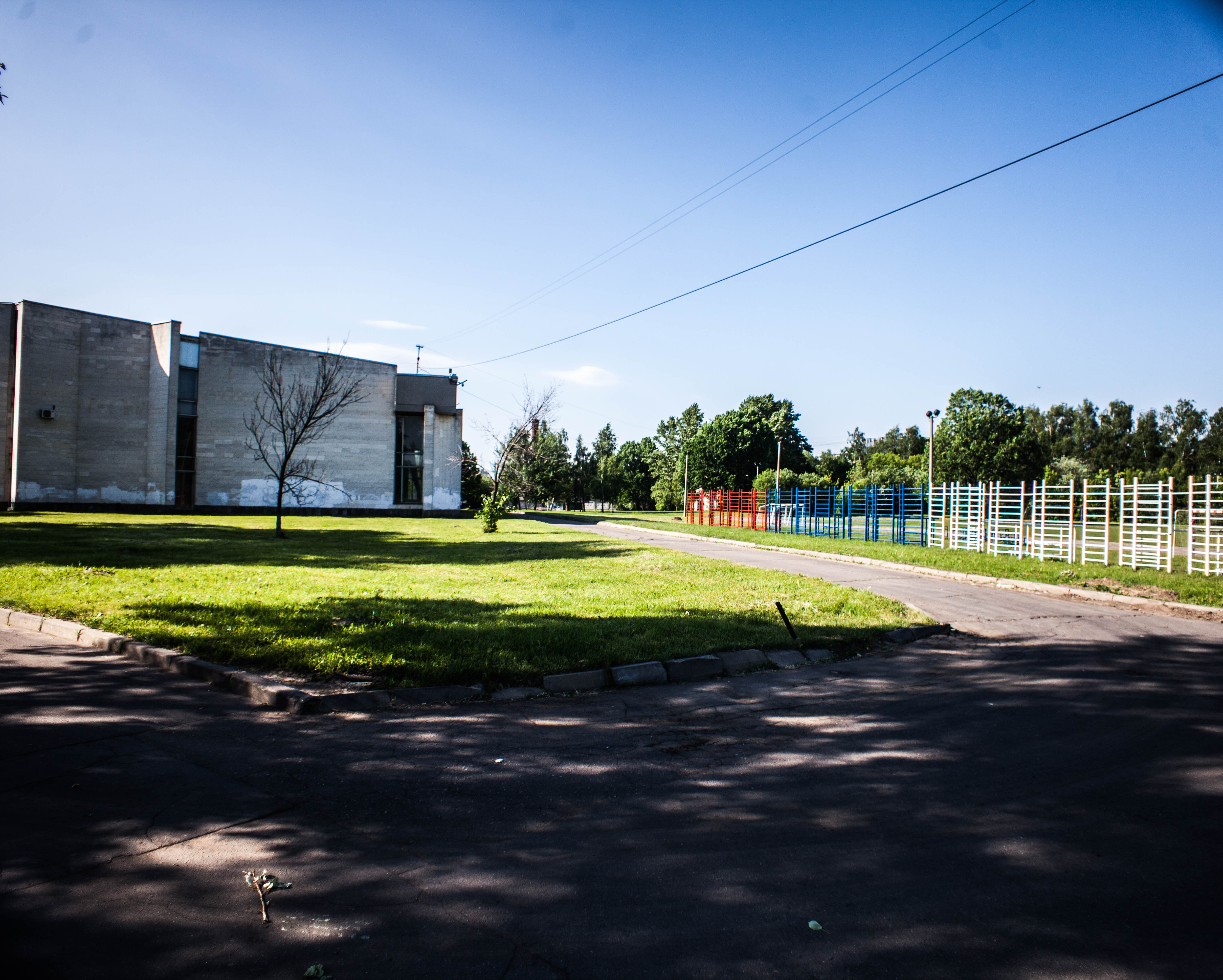
Дорога между учебным корпусом и стадионом
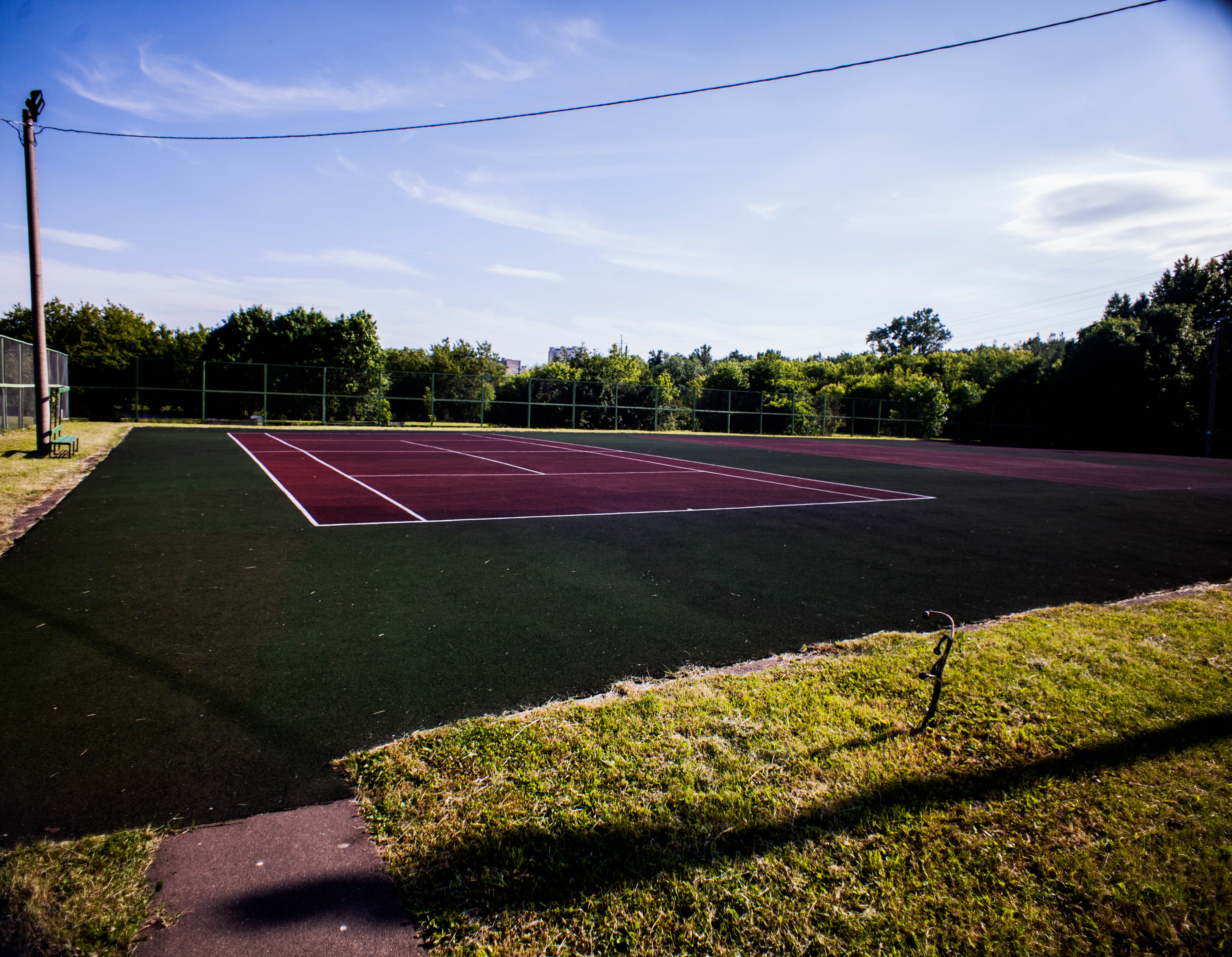
Теннисный корт на территории университета
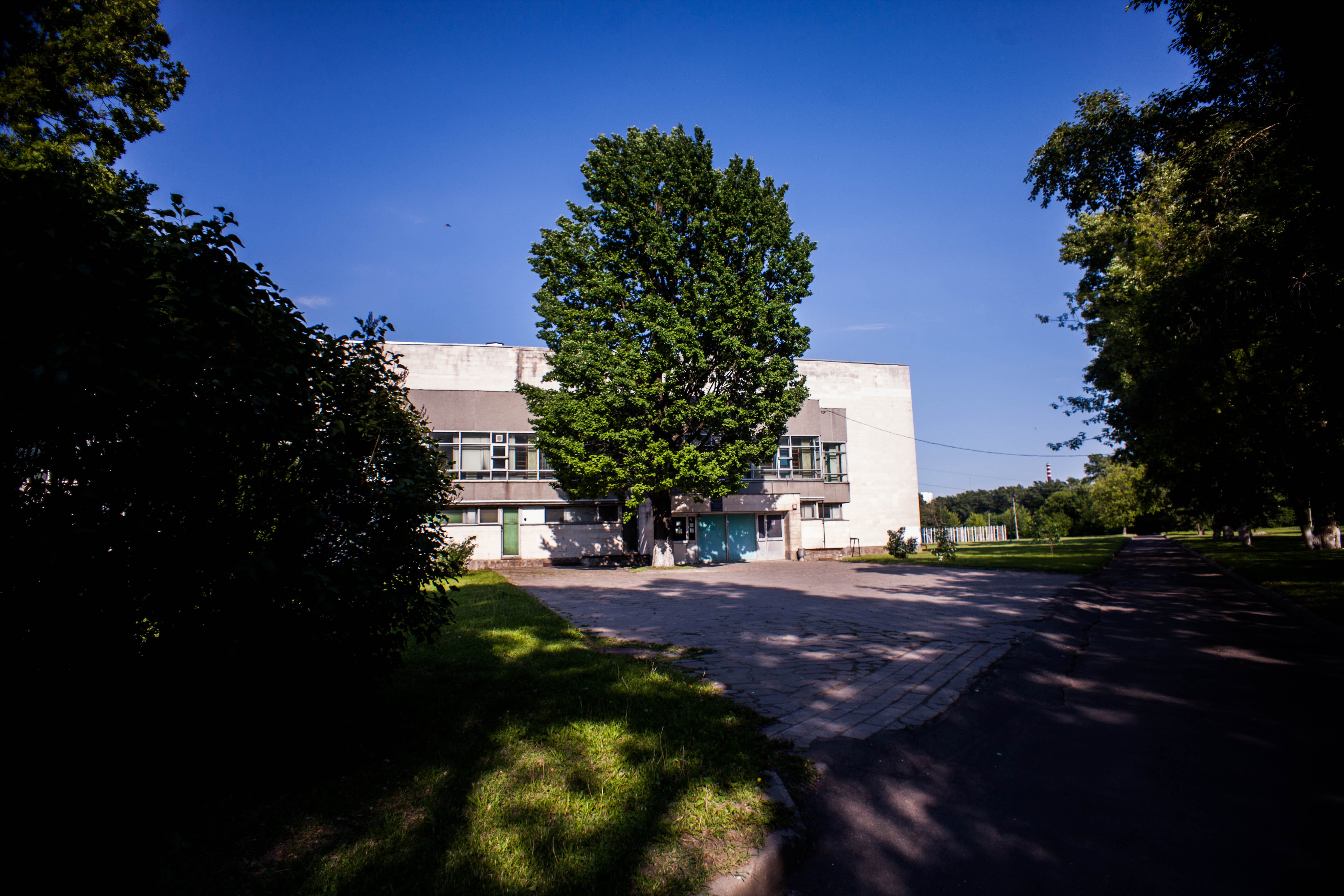
Вход в спорткомплекс университета
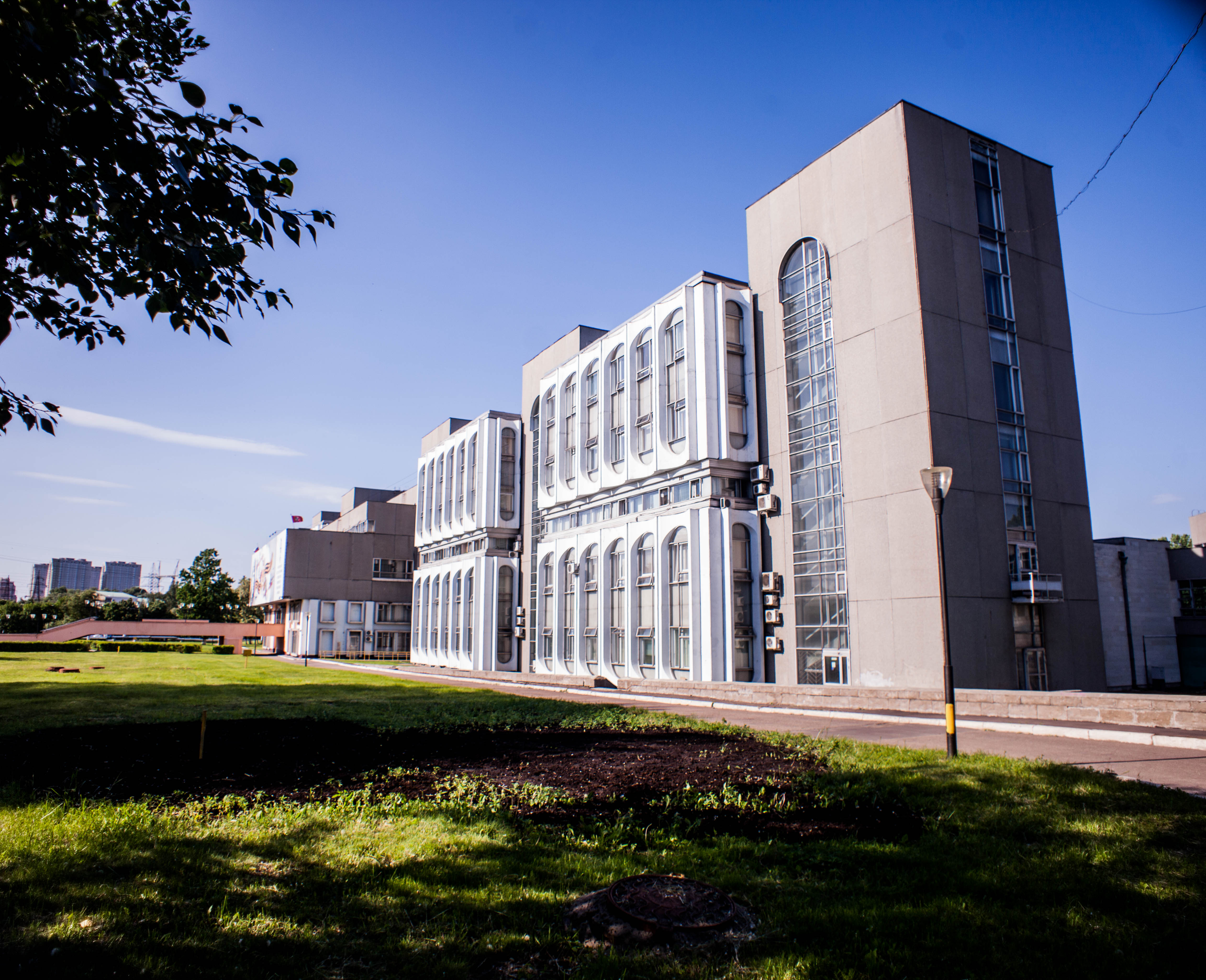
Главное здание. вид с восточной стороны
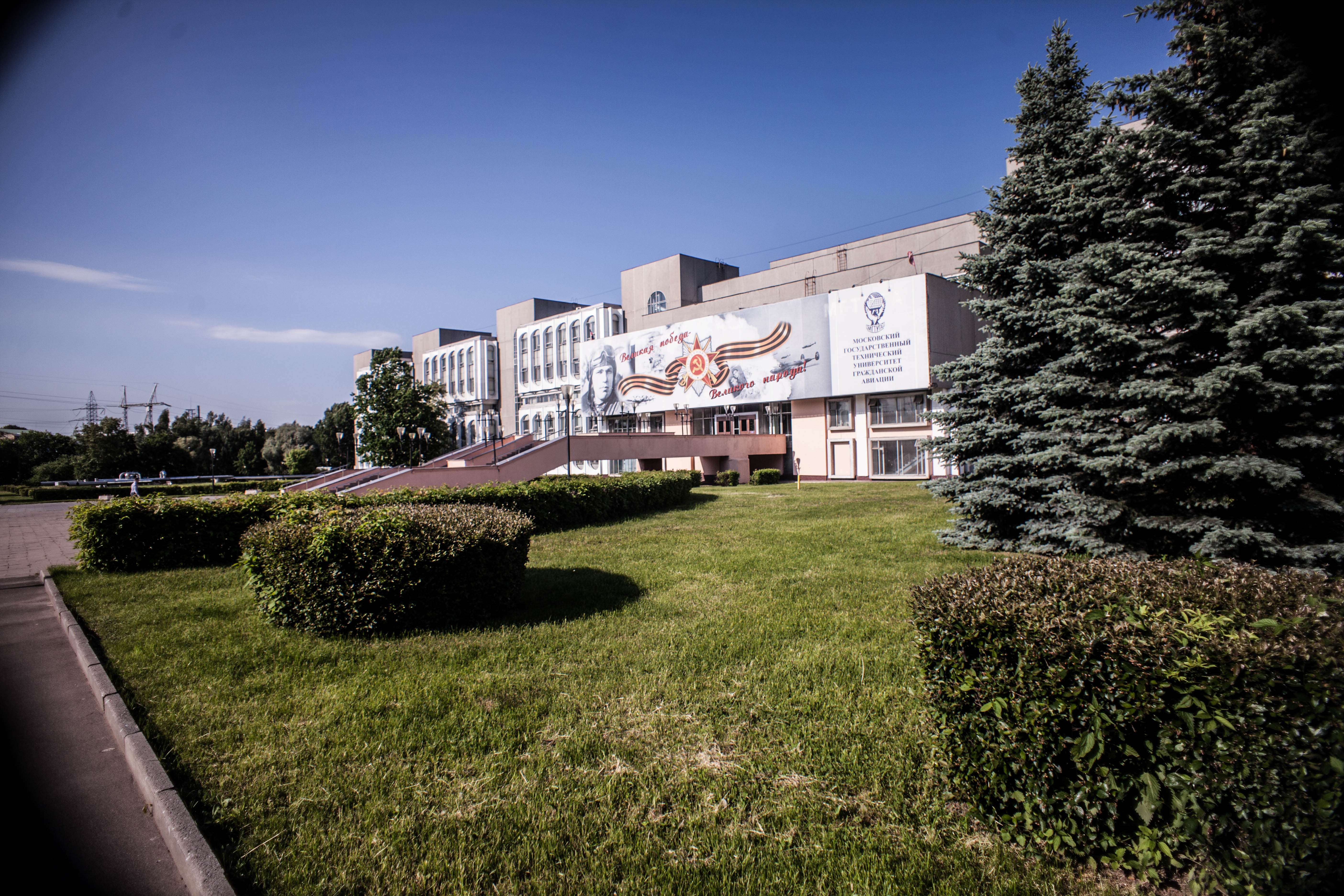
Вид на здание от сада
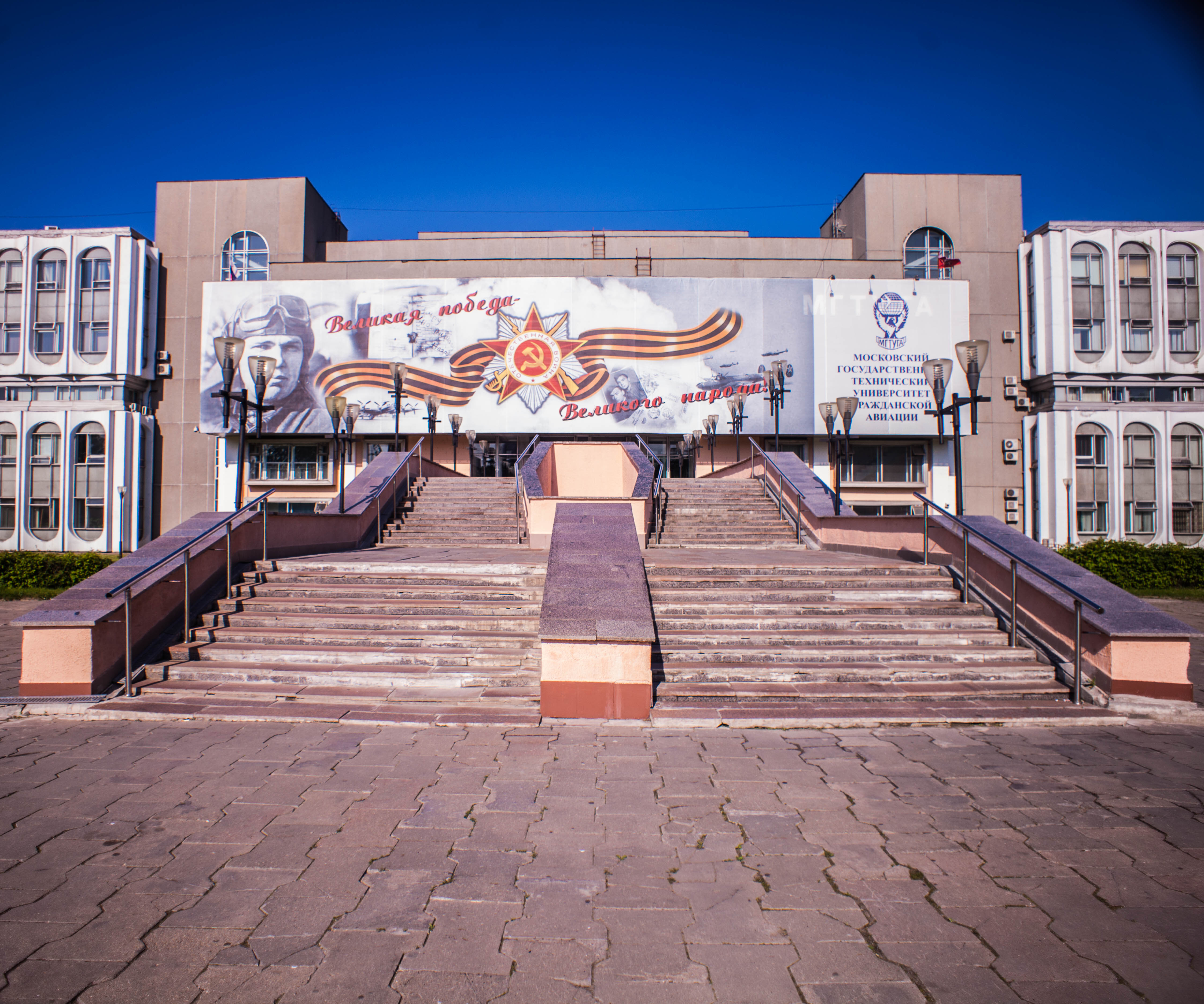
Главный вход в университет
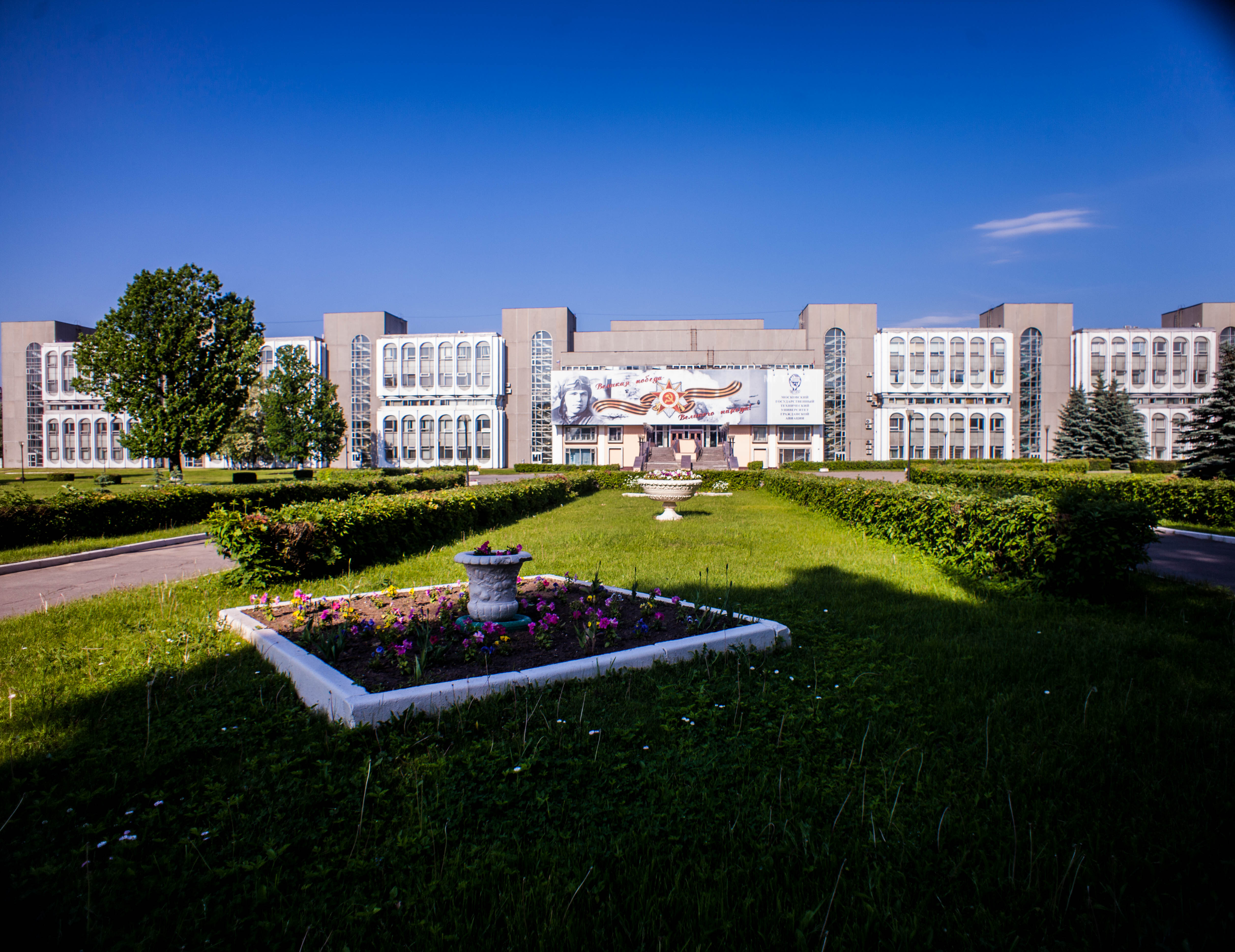
Вид от главного входа на территорию университета
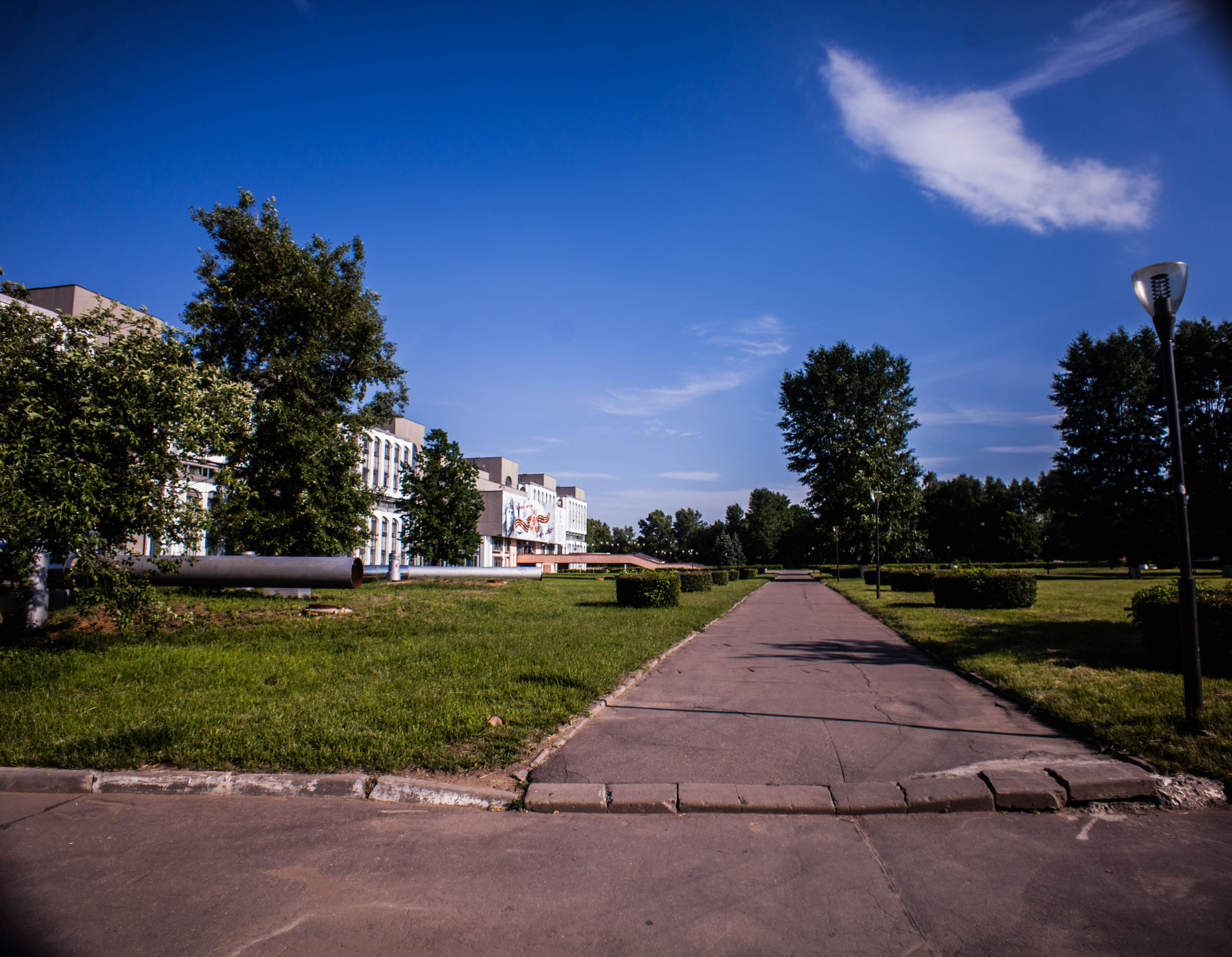
Вид с западной стороны на университет